# Гарсия, Ману
Мануэль Гарсия Алонсо (исп. Manuel García Alonso; 2 января 1998 года, Овьедо) — испанский футболист, атакующий полузащитник клуба «Арис» (Салоники) и сборной Испании.

## Клубная карьера
Ману является воспитанником астурийского футбола. Первым его клубом был скромный «Астур», где его и приметили селекционеры более крупного «Спортинга». Через три года его приобрёл «Манчестер Сити» за 250 тысяч евро. Официальный трансфер состоялся, когда игроку исполнилось шестнадцать лет. За «Сити» Ману дебютировал 22 сентября 2015 года в матче Кубка лиги против «Сандерленда». В Премьер-лиге он дебютировал 5 марта 2016 года во встрече с «Астон Виллой».

## Карьера в сборной
В 2013 году Ману провёл две встречи за юношескую сборную Испании до 16 лет.

## Достижения
- Обладатель Кубка Футбольной лиги: 2015/16